# NGC 186
NGC 186 é uma galáxia espiral barrada (SB0-a) localizada na direcção da constelação de Pisces. Possui uma declinação de +03° 09' 58" e uma ascensão recta de 0 horas, 38 minutos e 25,2 segundos.
A galáxia NGC 186 foi descoberta em 23 de Setembro de 1862 por Heinrich Louis d'Arrest.